# Орден Риу-Бранку
Орден Риу-Бранку — государственная награда Бразилии, предназначенная для поощрения прежде всего служащих Министерства иностранных дел Бразилии, а также других государственных служащих и иностранцев за заслуги перед Бразилией.
Назван в честь бразильского государственного деятеля, министра иностранных дел Жозе Марии да Силва Параньос младшего, барона Риу-Бранку.

## История
Орден Риу-Бранку учреждён указом Президента Бразилии № 51697 от 5 февраля 1963 года. Впоследствии статут ордена уточнялся и изменялся указами № 66434 от 10 апреля 1970 года и № 73876 от 29 марта 1974 года.
Орден предназначен для поощрения лиц, отличившихся добродетелями и заслугами перед Бразилией в дипломатической, военной и гражданской службе. Вручается как гражданам Бразилии, так и иностранцам. Так же знаки ордена могут присуждаться как особое отличие военным подразделениям и гражданским учреждениям (к примеру, аргентинский фрегат «Либертад»).
Президент Бразилии является Гроссмейстером ордена, министр иностранных дел — канцлером.
Делами ордена руководит Совет ордена, собирающийся ежегодно в период между 15 и 30 января.
Совет ордена состоит из:
- Гроссмейстера (Президент Бразилии),
- Канцлера (министр иностранных дел),
- Премьер-министра Бразилии,
- Председателя Совета безопасности при Президенте Бразилии,
- Генерального секретаря Министерства иностранных дел.

Секретарём Совета ордена является начальник протокола Министерства иностранных дел.
Награждения производятся 1 раз в год — 20 апреля (день рождения барона Риу-Бранку).

## Степени ордена
Орден делится на 5 степеней:
- Большой крест (порт. Grã-Cruz)
- Великий офицер (порт. Grande Oficial)
- Командор (порт. Comendador)
- Офицер (порт. Oficial)
- Кавалер (порт. Cavaleiro)

Степени ордена привязаны к рангу награждаемого.
| Ленты  |         |        |          |                |               |
| Медаль | Кавалер | офицер | Командор | Великий офицер | Большой крест |

## Условия награждения
Контингент награждаемых орденом подразделяются на два дивизиона — регулярный и дополнительный.

### Регулярный контингент
К регулярному контингенту относятся служащие бразильского дипломатического ведомства, при этом количество награждений по степеням ограничено (кроме степени Большого креста): Великий офицер — 60 человек, командор — 50 человек, офицер — 40 человек, кавалер — 30 человек.
- Большим крестом могут быть награждены министры 1 класса и министры 2 класса в ранге посла,
- степенью Великого офицера — министры 2 класса,
- командорской степенью — консулы,
- офицерской степенью — первые секретари,
- кавалерской степенью — вторые и третьи секретари.

### Дополнительный контингент
К дополнительному контингенту относятся бывшие служащие дипломатического ведомства и все прочие лица, в том числе иностранцы, при этом ограничений на количество награждений для этой группы нет.
- Большим крестом могут быть награждаемы главы государств, вице-президенты, спикеры парламента, премьер-министры, председатели Верховного суда, губернаторы, адмиралы, маршалы, адмиралы флота, генералы армии, иностранные послы и другие лица в соответствующих званиях,
- степенью Великого офицера — сенаторы, депутаты парламента, судьи Верховного суда и других высших судов, чрезвычайные и полномочные посланники, вице-адмиралы, дивизионные генералы и другие лица в соответствующих званиях,
- командорской степенью — секретари правительств и посольств, генеральные консулы, контр-адмиралы, бригадные генералы, судьи второй инстанции, профессора, президенты различных ассоциаций и другие лица в соответствующих званиях,
- офицерской степенью — преподаватели университетов, судьи первой инстанции, прокуроры, старшие офицеры вооружённых сил, писатели, первые секретари посольств и миссий и другие лица в соответствующих званиях,
- кавалерской степенью — офицеры вооружённых сил, вторые и третьи секретари посольств и миссий, преподаватели школ, артисты, спортсмены и другие лица в соответствующих званиях.

## Знаки ордена
Знак ордена представляет собой позолоченный мальтийский крест белой эмали. В центре креста круглый медальон с широким ободком синей эмали. В центре медальона позолоченный глобус, обвитый перевязью вправо (центральная фигура личного герба барона Риу-Бранку). На ободке надпись на латыни: «VBIQVE PATRIAE MEMOR» (девиз с экслибриса барона Риу-Бранку). На оборотной стороне в медальоне даты жизни барона: «1842—1912». Знак ордена кавалерской степени без позолоты.
Звезда ордена восьмиконечная, для степени Большого креста — позолоченная, для степени Великого офицера — серебряная. На центр звезды наложен увеличенный знак ордена.
Лента ордена синяя с белыми полосками по краям.

## Правила ношения
- Кавалеры Большого креста носят знак ордена на широкой ленте через правое плечо и звезду на левой стороне груди.
- Великие офицеры носят знак ордена на узкой ленте на шее и звезду на левой стороне груди.
- Командоры носят знак ордена на узкой ленте на шее.
- Офицеры носят знак ордена на узкой ленте с розеткой на левой стороне груди.
- Кавалеры носят знак ордена на узкой ленте на левой стороне груди.

Для повседневного ношения предусмотрены розетки и планки из ленты ордена.

## Кавалеры ордена
- 2002 год — Пан Ги Мун
- 2002 год — Борис Николаевич Комиссаров
- 2009 год — Николай Янович Азаров